# Czyżewicze (obwód brzeski)
Czyżewicze (biał. Чыжэвічы; ros. Чижевичи) – wieś na Białorusi, w obwodzie brzeskim, w rejonie brzeskim, w sielsowiecie Motykały, nad Bugiem, który stanowi tu granicę z Polską.
Dawniej wieś i majątek ziemski. W dwudziestoleciu międzywojennym leżały w Polsce, w województwie poleskim, w powiecie brzeskim, w gminie Wołczyn. Po II wojnie światowej w granicach Związku Sowieckiego. Od 1991 w niepodległej Białorusi.